# Länsväg 123
Länsväg 123 i Blekinge län är den väg som går sträckan Sölvesborg - Nogersund. I utkanten av Sölvesborg ansluter vägen till E22. Vägen är viktig för arbetspendling och även för transporter från och till Nogersunds hamn.

## Beskrivning av sträckan
Vägen börjar vid Trafikplats Listerlandet på E22 vid Sölve (öster om Sölvesborg). Gamla E22 korsas sedan och vägen går mot Mjällby och har här en bra standard. Tidigare gick vägen rakt genom Sölve tätort (från gamla E22) fram till Sölvedals gård, men drogs sedan utanför bebyggelsen. Fram till Mjällby finns en del direkta fastighetsutfarter och gårdar. Vid Knutstorps gård blir vägen smalare. Resterande sträcka till Nogersund har på sina ställen mycket bebyggelse inpå vägen och en del skarpa kurvor där sikten är dålig. En bit innan Nogersund blir vägen återigen bredare. Sträckan Mjällby-Nogersund går likadant åtminstone sedan 1915.

## Historia
Denna förbindelse blev primär länsväg 1985 då många primära länsvägar tillkom och ändrades och har sedan dess haft numret 123.

## Utbyggnadsplaner
Det finns planer på en ny dragning av vägen från utkanten av naturreservatet Stiby backe till Nogersund. En tvärväg planeras som skulle vika av från nuvarande väg 123 vid Tejnabacken, gå delvis via en gammal banvall och ansluta till vägen mellan Hällevik och Nogersund strax öster om Hällevik. Vid Skogshagen planeras den ansluta till befintlig väg 123. Dessutom ska väg 123 i hela sin sträckning vara minst 7 meter bred. Anledningar är bland annat att väg 123 i sin nuvarande sträckning genom Skogshagen är smal och det finns mycket bebyggelse inpå vägen. Dessutom blir vägen till Hällevik genare.

## Trafikplatser, orter, korsningar och anslutande vägar
|  | Nr       | Namn                     | Skyltning                          |
|  | -------- | ------------------------ | ---------------------------------- |
|  | motorväg | Trafikplats Listerlandet | Malmö, Kalmar                      |
|  |          | Sölve                    | Sölve, Sölvesborg                  |
|  |          | Mjällby                  | Mjällby                            |
|  |          |                          | Hällevik                           |
|  |          |                          | Mjällby                            |
|  |          |                          | Hörvik, Nogersund (Lv 123 svänger) |
|  |          |                          | Hällevik                           |
|  |          |                          | Nogersunds hamn                    |
|  |          | Nogersund                |                                    |